# Between two worlds
Between two worlds is het tiende studioalbum van Phil Thornton. De titel is ontleend aan Lord Byron:
- Between two worlds life hovers like a star
- Twixt night and morn, upon the horizon’s verge.
- How little do we know that which we are
- How less what we may be!

De muziek is zeer ingetogen en is dan ook de muzikale tegenhanger van Fire Queen, dat gelijktijdig werd uitgebracht.

## Musici
- Phil Thornton – alle muziekinstrumenten
- Chris Cathless verzorgde de oceaangeluiden.

## Muziek
Allen door Thornton

| Nr. | Titel                       | Duur  |
| --- | --------------------------- | ----- |
| 1.  | No walls to contain my soul | 7:33  |
| 2.  | Gathering dreams            | 8:33  |
| 3.  | Vertical plain              | 7:14  |
| 4.  | Sleep walking               | 10:10 |
| 5.  | Spirit in flight            | 6:27  |
| 6.  | Into the light              | 5:23  |